# Середняк

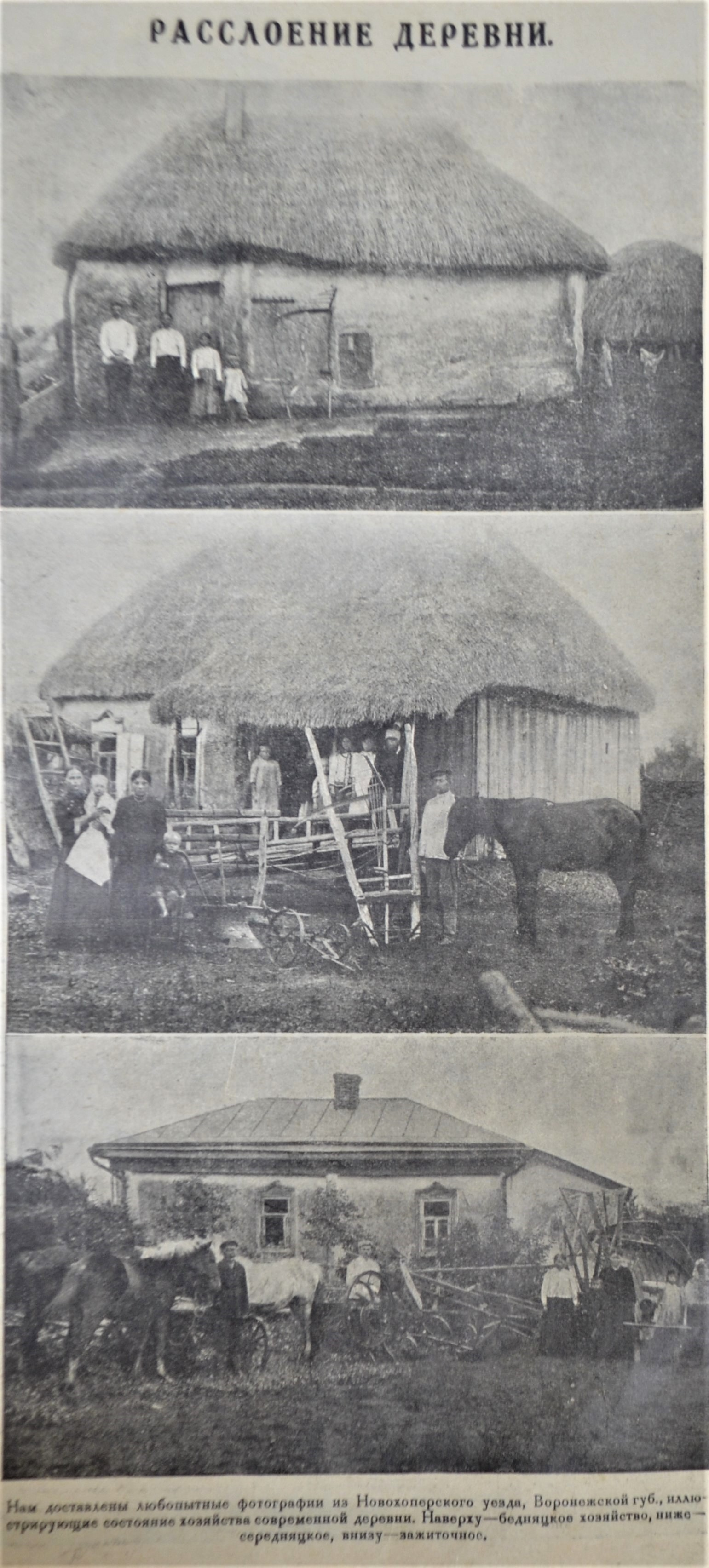
Расслоение деревни на бедняков, середняков и зажиточных. Опубликовано в журнале «Прожектор» в мае 1926 года

Середняки́ (среднее крестьянство) — слой крестьян дореволюционной и Советской России, занимающих промежуточное экономическое положение между бедняками и кулаками. Отличительной чертой середняков было наличие единоличного хозяйства, которое они обрабатывали собственным трудом без привлечения наёмной рабочей силы. С переходом к политике коллективизации разница в экономическом укладе крестьянства исчезла, и слово «середняк» вышло из всеобщего употребления.

## Критерии середняков в 1920-е годы
Первым из государственных руководителей к вопросу о критериях середняков обратился В. И. Ленин:
«…середняк — это такой крестьянин, который не эксплуатирует чужого труда, не живёт чужим трудом, не пользуется ни в какой мере никоим образом плодами чужого труда, а работает сам, живёт собственным трудом. Таких крестьян было меньше, чем теперь, потому что большинство принадлежало к совсем нуждающимся, и только ничтожное меньшинство, как тогда, так и теперь, принадлежало к кулакам, к эксплуататорам, к богатым крестьянам».
Выступая на X съезде РКП(б), председатель Совнаркома повторил довод, что имущественное расслоение в деревне уменьшилось. В 1920-е годы ленинская оценка стала оспариваться на государственном уровне. Так, Л. Б. Каменев, выступая на XIII съезде партии (23 - 31 мая 1924 г.), заявил, что в СССР насчитывалось 18 % середняцких, 8 % зажиточных и 70,4 % бедняцких хозяйств. Его оценка признавалась Г. Е. Зиновьевым и в целом подтверждалась рядом советских исследователей.
Другую точку зрения высказал И. В. Сталин, который на XIV съезде ВКП(б) (18 - 31 декабря 1925 г.) осудил сторонников «левой оппозиции» и заявил, что после Октябрьской революции деревня стала более-менее однородной. На XV съезде партии (2 - 19 декабря 1927 г.) В. М. Молотов обнародовал материалы Центрального статистического управления, по которым в 1924 году в деревне было 64,7 %, а в 1926—1927 годах — уже 66,4 % середняцких хозяйств. Он также подверг жёсткой критике данные относительно крестьянского землепользования до и после революции.

## История
В соответствии с Декретом о земле право собственности на помещичьи имения переходило государству, и ими стали распоряжаться волостные комитеты и уездные советы. Крестьяне получали надел на праве пользования, при этом наёмный труд не допускался. С началом гражданской войны государство было вынуждено перейти к реквизиции средств у населения. Так, декрет ВЦИК от 30 октября 1918 года вводил продразвёрстку, которую должны были выплачивать все имущие крестьяне. Распределением налога занимались комитеты бедноты, которые высчитывали его ставку в соответствии с имущественным положением и доходами каждого отдельного лица. Наибольшие повинности должны были нести зажиточные крестьяне.
Весной — осенью 1919 года было издано ряд законов, регулирующих отношения между государством и средним крестьянством. Декрет ВЦИК от 10 апреля 1919 года «О льготах крестьянам-середнякам в отношении взыскания единовременного чрезвычайного Революционного налога» полностью освобождал середняков от продразвёрстки или значительно снижал её сумму. Постановление ВЦИК от 26 апреля 1919 года «О льготах по взысканию натурального налога» досрочно избавляло их от несения налоговой повинности по причине получения государством необходимых заготовок.

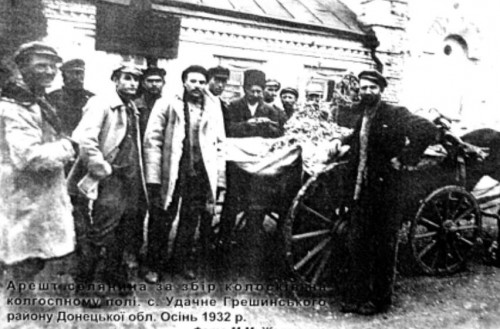
Арест середняка и сбор колосков на колхозном поле, с. Удачное Донецкой области

Главным направлением советской аграрной политики в годы новой экономической политики было «осереднячивание» деревни. XV конференция ВКП(б) декларировала, что «середняцкая масса деревни… остаётся по-прежнему главной силой земледелия». На деле, масса среднего крестьянства была неоднородной и пополнялась как за счёт разорения кулаков, так и за счёт включения бедняков. Курс Н. И. Бухарина на «врастание кулака в социализм», по мнению С. Коэна, принятый высшей партийной верхушкой в качестве основы аграрной политики в середине 1920-х годов, стал причиной недооценки классового расслоения в селе. По свидетельству С. А. Есикова, выравнивание жизненного уровня в сельской местности на деле не вело к экономическому росту середняцких хозяйств.
Необходимость проведения индустриализации вызвала очередной виток ужесточения налоговой политики. Доля освобождённой от повинностей бедноты составила 35 % от общего числа крестьянских хозяйств. Таким образом, средства на индустриализацию изымались в основном у зажиточного населения деревни. Потеряв стимул к развитию собственного производства, середняки и кулаки стали свёртывать хозяйство, что привело к снижению авторитета советской власти у крестьян и обусловило переход к «чрезвычайным мерам».

## Хозяйство
По современным оценкам, к концу 1920-х годов середняцкими было около 40—45 % крестьянских хозяйств, обладающих, как правило, 4—5 десятинами посева, лошадью, 1—2 коровами и несколькими овцами. Данные материалов по Центрально-земледельческому району за 1924—1925 годы показывают, что такие хозяйства состояли в среднем из 4,8 едоков, 3,8 тружеников, 7,6 десятин посева, 1,2 лошади и 1,1 коровы. Иначе выглядели крестьянские бюджеты Центрально-промышленного района — 3,8 рта, 2,3 работника, 4,4 единиц запашки, 1,1 лошади, 1,4 коровы. В среднем, семья состояла из шести человек, в которой было 2—3 труженика. Размер надела достигал 6 га. Доходность середняцких хозяйств составляла 450 рублей. По данным Рабкрина, они поставляли на рынок около половины всего товарного хлеба.
Л. В. Лебедева отмечает неоднородность развития середняцких хозяйств и делит их на три категории: «зажиточные», «средние» и «маломощные». «Зажиточные» (7 % от общего числа) характеризовались обширными семьями и, следовательно, большим числом рабочих рук. По распределительной норме у таких хозяйств было больше всего земли и возможностей для её обработки. «Маломощные» крестьяне (40 % от общего числа) были наиболее уязвимы: в период неурожаев они разорялись и переходили в бедняки. Середняки активно участвовали в аренде земли и средств производства. В 1924—1925 годах участниками таких отношений были 45 % середняцких хозяйств Центрально-земледельческого и 36 % Центрально-промышленного районов, при этом к сдаче земли в аренду крестьяне прибегали реже. Оплатой за наём, как правило, служили отработки или натуральные повинности.